# Belisana kaharian
Belisana kaharian är en spindelart som beskrevs av Huber 2005. Belisana kaharian ingår i släktet Belisana och familjen dallerspindlar. Inga underarter finns listade.